# Ricardo Pianta
Ricardo Gustavo Pianta (n. Buenos Aires, 24 de octubre de 1927-f. Ib., 21 de octubre de 2014) fue un militar argentino con el grado de general de división. Fue jefe del Estado Mayor General del Ejército (JEMGE) desde julio de 1984 hasta su relevo en marzo de 1985.

## Carrera

### Primeros años
Ricardo Gustavo Pianta ingresó al Colegio Militar de la Nación en el año 1947, luego de haber finalizado sus estudios secundarios. Egresó de dicha academia de formación militar en el año 1950 con la jerarquía de subteniente, especializándose en el Arma de Artillería. Posteriormente se graduó en el Curso de Oficial de Estado Mayor en la Escuela Superior de Guerra.

### Proceso de Reorganización Nacional
Cuando transcurría el año 1976 y aconteció el golpe de Estado que derrocó al Gobierno constitucional de María Estela Martínez de Perón, Ricardo Pianta ostentaba la jerarquía de coronel. En el año siguiente fue puesto al frente de la Subdirección de la Escuela de Servicios para Apoyo de Combate, localizada en el Campo de Mayo. En 1981 logró su ascenso a general de brigada y fue destinado a la provincia de Misiones.
Dentro del Ejército, Pianta siempre fue visto como un oficial de ideas liberales, legalista y respetuoso de la Constitución. En un discurso que pronunció en el año 1981, por entonces recientemente ascendido a general de brigada, afirmó que «el Ejército al que pertenezco forma parte indisoluble del pueblo, que lo sostiene, lo alimenta, le da sus medios materiales, le da su alimento humano, le da armas y le da su sangre».
En diciembre de 1983 ―luego de que asumiera el poder el Gobierno constitucional― regresó a Buenos Aires, donde recibió la titularidad de la Subjefatura del Estado Mayor General del Ejército.

### Designación como titular del Ejército Argentino
Luego de que el cuestionado jefe del Ejército Jorge Hugo Arguindegui pidió ser pasado a retiro el 4 de julio de 1984 tras haber cuestionado al gobierno de Raúl Alfonsín diciendo que «El actual gobierno está llevando una campaña de acción psicológica en contra del Ejército Argentino», al día siguiente Ricardo Pianta fue designado jefe del Estado Mayor General del Ejército Argentino.
Para Raúl Borrás, quien estaba al frente del Ministerio de Defensa, la crisis militar había sido solucionada, pero preveía que tendrían lugar episodios similares en un futuro inmediato, debido a que el país se encontraba en un proceso de transición hacia la democracia y también por la decisión de llevar adelante el Juicio a las Juntas Militares.
En agosto de 1984, durante su desempeño como titular del ejército, Ricardo Pianta dispuso la formación de una Comisión de Honor para que analizara las declaraciones del exdictador Alejandro Agustín Lanusse (entre 1971 y 1973) y comandante en jefe del Ejército Argentino entre 1968 y 1973, quien hizo responsables de la desaparición de Edgardo Sajón (secretario de Prensa durante la dictadura de Lanusse) a los tenientes generales Jorge Rafael Videla y Roberto Eduardo Viola, al general de división Antonio Domingo Bussi y al general de brigada Ramón Juan Alberto Camps.
Hacia finales de agosto de 1984, Pianta propuso que se sancionara una ley de amnistía que beneficiara a los integrantes de las fuerzas armadas con causas abiertas en el Consejo Supremo de las Fuerzas Armadas. Sin embargo esta petición no prosperó y sirvió para generar más asperezas con el gobierno de turno.
Posteriormente, ya en el mes de septiembre Ricardo Gustavo Pianta y sus compañeros de promoción una misa en acción de gracia que fue oficiada por Víctor Bonamín, provicario castrense que había afirmado que el Proceso de Reorganización Nacional fue obra de la providencia. Este acto fue considerado como una provocación.
Afirmó que las Fuerzas Armadas argentinas «se encontraban a la expectativa como el resto de la ciudadanía» esperando ver el contenido del informe Nunca más, que se daría a conocer el 20 de septiembre de 1984.
El 3 de enero de 1985, Pianta dijo: «Hay que estar alertas y mirar a todos los lugares del mundo donde a diario suceden actos de terrorismo». Dichas palabras no fueron casuales, ya que se sumaban a una ola de declaraciones provenientes de militares en retiro que reivindicaban lo actuado por las fuerzas armadas durante el último régimen militar en Argentina.

### Insubordinación y pase a retiro
Hacia el primer trimestre del año 1985 se desencadenó una rebelión dentro del generalato. Varios generales en actividad le reprochaban a Ricardo Gustavo Pianta su postura "blanda" frente al gobierno.
El ministro de defensa Raúl Borrás advirtió que Pianta no controlaba a sus subordinados, por lo que ―después de permanecer 243 días como titular del Ejército Argentino― lo pasó a retiro el 4 de marzo de 1985. Ese día Pianta se despidió del Ejército Argentino pronunciando un discurso en el cual se emocionó hasta las lágrimas. En dicho exordio dijo las siguientes palabras: «las jornadas de la «lucha contra la subversión” pasarán a ser páginas imborrales del acervo histórico de la Patria».
El cargo de titular de la fuerza de tierra que dejó vacante Ricardo Gustavo Pianta sería ocupado por el general de brigada Héctor Luis Ríos Ereñú, quien asumió como jefe del Estado Mayor General del Ejército Argentino el mismo día.